# Grammatophyllum stapeliiflorum
Grammatophyllum stapeliiflorum là một loài thực vật có hoa trong họ Lan. Loài này được (Teijsm. & Binn.) J.J.Sm. mô tả khoa học đầu tiên năm 1905.

## Hình ảnh

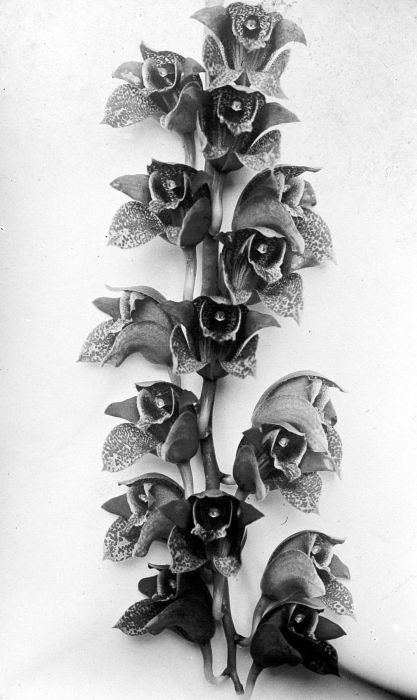